# 1999年MTV歐洲音樂大獎
1999年MTV歐洲音樂大獎在愛爾蘭都柏林舉行，為第六屆MTV歐洲音樂大獎。典禮主持人為愛爾蘭出身的歌手羅南。

## 表演者
- 瑪麗亞·凱莉 feat. 蜜西·艾莉特（Missy Elliott）& 小傢伙（Da Brat）—《Heartbreaker (Remix)》
- 羊毛衫 —《Erase/Rewind》
- 可兒家族 —《Radio》
- 惠妮·休斯頓 —《It's Not Right but It's Okay》
- 伊吉·帕普 —《Lust for Life》
- 傑米羅奎爾 —《King for a Day》
- Luciano Ligabue（英语：Luciano Ligabue） —《L'Odore del Sesso》
- 瑪麗蓮·曼森 —《Rock Is Dead》
- 後裔樂團 —《The Kids Aren't Alright》
- 吹牛老爹 —《Satisfy You》
- 小甜甜布蘭妮 —《...Baby One More Time》/《(You Drive Me) Crazy》
- 地底世界樂團（Underworld）—《Born Slippy》

## 國際獎項

### 最佳歌曲
- 新好男孩 —《I Want It That Way》
- 瑪丹娜 —《Beautiful Stranger》
- 喬治·麥可與瑪麗·布萊姬 —《As》
- 小甜甜布蘭妮 —《...Baby One More Time》
- TLC —《No Scrubs》

### 最佳音樂錄影帶
- 碧玉 —《All Is Full Of Love》
- 布勒樂團 —《Coffee & TV》
- 喬治·麥可與瑪麗·布萊姬 —《As》
- 流線胖小子（Fatboy Slim）—《Praise You》
- 艾費克斯雙胞胎（Aphex Twin）—《Windowlicker》

### 最佳專輯
- 新好男孩 —《千禧情》（Millennium）
- 男孩特區 —《最愛精選》（By Request）
- 蘿倫·希爾（Lauryn Hill）—《失學的蘿倫希爾》（The Miseducation Of Lauryn Hill）
- 後裔樂團 —《美國文化》（Americana）
- 嗆辣紅椒 —《加州淘金夢》（Californication）

### 最佳女歌手
- 嗆辣妹潔芮（Geri Halliwell）
- 蘿倫·希爾
- 惠妮·休斯頓
- 瑪丹娜
- 小甜甜布蘭妮

### 最佳男歌手
- 瑞奇·馬汀
- 喬治·麥可
- Sascha Schmitz（英语：Sascha Schmitz）
- 威爾·史密斯
- 羅比·威廉斯

### 最佳團體
- 新好男孩
- 羊毛衫
- 傑米羅奎爾
- 後裔樂團
- TLC

### 最佳新人
- 阿姆
- 珍妮佛·羅培茲
- 小甜甜布蘭妮
- 反骨搭檔組（Vengaboys）
- 西城男孩

### 最佳流行藝人
- 新好男孩
- 男孩特區
- Five（英语：5ive）
- 瑞奇·馬汀
- 小甜甜布蘭妮

### 最佳舞曲藝人
- 地下室混音小子（Basement Jaxx）
- 化學兄弟
- 傑米羅奎爾
- Mr. Oizo（英语：Mr. Oizo）
- 流線胖小子

### 最佳搖滾藝人
- 羊毛衫
- 藍尼·克羅維茲
- 瑪莉蓮·曼森
- 後裔樂團
- 嗆辣紅椒

### 最佳節奏藍調藝人
- 瑪麗亞·凱莉
- 蘿倫·希爾
- 惠妮·休斯頓
- 珍妮佛·羅培茲
- TLC

### 最佳嘻哈藝人
- 野獸男孩
- 阿姆
- 巴斯達韻
- 吹牛老爹
- 威爾·史密斯

## 地區獎項

### 最佳英國及愛爾蘭藝人
- 地下室混音小子
- 男孩特區
- 林登·大衛·霍爾（Lynden David Hall）
- 狂街傳教士
- 德州樂團（Texas）
- 西城男孩

### 最佳德國藝人
- Absolute Beginner（英语：Absolute Beginner）
- Freundeskreis（英语：Freundeskreis）
- 廢物猿人（Guano Apes）
- Xavier Naidoo（英语：Xavier Naidoo）
- Sasha

### 最佳北歐藝人
- 珍妮佛·布朗（Jennifer Brown）
- 羊毛衫
- 安德魯·強生（Andreas Johnson）
- 琳恩·瑪蓮
- Petter Askergren（英语：Petter Askergren）

### 最佳義大利藝人
- Alex Britti（英语：Alex Britti）
- Elio e le Storie Tese（英语：Elio e le Storie Tese）
- Jovanotti（英语：Jovanotti）
- Negrita
- 瓦斯科·羅西（英语：Vasco Rossi）

## 解放心靈大獎
波諾